# Badinerie
Badinerie oder Badinage (frz. „Spaß, Schäkerei“) bezeichnet ein tanzartiges Charakterstück (nicht eigentlich einen Tanz) in Suiten des 18. Jahrhunderts, das durch einen schnellen und lockeren Zweiertakt gekennzeichnet ist und ähnlich der Réjouissance das „Prinzip Freude“ markiert.
Das bei weitem bekannteste Beispiel ist der Schlusssatz der 2. Orchestersuite in h-Moll (BWV 1067) von Johann Sebastian Bach.